# Tersk
Vous lisez un « bon article » labellisé en 2018.
Pour les articles homonymes, voir Haras de Tersk et Tersky.
Le Tersk, ou Tersky (russe : Те́рская, Térskaïa ; en bon russe : Терская лошадь), est une race de chevaux de selle de type Arabe, développée dans le Caucase du Nord, en Russie, des années 1920 jusqu'à 1948. L'objectif initial était de restaurer la race Strelets, quasi exterminée durant la Première Guerre mondiale ; face à cette impossibilité, les chevaux Strelets survivants sont croisés à d'autres, de races Arabe, Don, Kabardin, Karachai, Shagya et Gidran. Provenant du haras de Tersk, le cheptel est déplacé durant la Seconde Guerre mondiale vers celui de Stavropol, pour éviter sa capture par les nazis. Les éleveurs et les deux haras à l'origine de la création du Tersk reçoivent respectivement le prix Staline et l'ordre du Drapeau rouge du Travail en 1949.
Cheval athlétique, le Tersk s'est forgé une réputation d'élégance et d'efficacité en raison de sa couleur de robe typiquement gris clair argenté, et de son aptitude à diverses disciplines comme le dressage et les courses d'endurance. Il est prisé par l'armée russe, qui l'utilise comme cheval de selle et d'attelage. Il contribue aussi à renouveler d'autres races, le Deliboz et le Lokaï.
Bien qu'il ait été exporté, vers l'Italie notamment, grâce à ses qualités, le Tersk est une race rare. La majorité des 700 individus recensés en Russie en 2003 vivent dans le kraï de Stavropol. En 2009, la race est considérée comme menacée d'extinction.

## Histoire
Le nom russe est « Terskaïa lochtchad' » (Терская лошадь, lit. cheval du Terek) ; Tersk est le nom donné à la race en anglais et en français. Il est aussi nommé « Terek », « Tersky », et « terski » par Jean-Louis Gouraud.
La race est relativement jeune. Si le Tersk trouve de lointaines origines au XIXe siècle, sa sélection s'étend véritablement de 1921 jusqu'aux années 1940 (d'autres sources indiquent 1950) aux haras de Tersk et de Stavropol, dans le Caucase du Nord. Cependant, le Tersk est aussi cité comme race « tchétchène ».
Cette sélection se déroule sur ordre du maréchal Semion Boudienny, sous la supervision d'éleveurs et de vétérinaires soviétiques,. La race Tersk a été sélectionnée pour sauver la race Strelets de l'extinction, après sa quasi-extermination durant la Première Guerre mondiale,,, lors de la prise du haras Strelets par l'Armée blanche durant la révolution russe. L'objectif est l'obtention d'un cheval élégant et raffiné d'une part, mais aussi rustique et solide,.
Les étalons demi-frères Strelets Tsilindr (Цилиндр) et Tsenitel (Ценитель), fils de Tsenny (Ценный), sont à l'origine de la race de par leur envoi au haras de Tersk à l'automne 1925,. Ils portent tous deux la robe caractéristique de la race Strelets, de couleur gris argenté. En 1926, dans le but de sélectionner au mieux les juments poulinières aptes à remplir l'objectif fixé, un recensement du cheptel du haras de Tersk, comprenant 225 chevaux, est effectué :
| Race              | étalons | juments | poulains | total |
| ----------------- | ------- | ------- | -------- | ----- |
| Arabe et Strelets | 2       | 24      | 36       | 62    |
| Pur-sang          | 4       | -       | -        | 4     |
| Demi-sang         | -       | 11      | 71       | 82    |
| Kabardin          | -       | 13      | 24       | 37    |
| Don               | -       | 9       | 31       | 40    |
| Total             | 6       | 57      | 162      | 225   |

À partir de 1927, les éleveurs appliquent une consolidation visant à préserver le type Strelets : les filles de Tsilindr sont croisées avec Tsenitel et ses fils, et vice-versa. Il est cependant impossible de ressusciter la race Strelets avec ces deux seuls étalons, du fait du risque de dépression endogamique. Des croisements sont entrepris avec des Arabes purs et demi-sang, ainsi que le cheval du Don et le Kabardin ; puis, les Kabardins sont retirés du programme d'élevage. En 1930, pour rafraîchir les ressources génétiques, de nouveaux étalons sont achetés au haras national de Bábolna : l'Arabe Koheylan IV, ainsi que deux étalons Shagya, Koheylan XVI et V. Des juments Arabe-Don et Strelets-Kabardin entrent dans ce programme d'élevage, ainsi qu'un Gidran hongrois, et quelques Karachai. Un autre étalon Arabe, Marosh (Марош), entre dans la formation du Tersk. Les 17 juments d'origine hongroise sont probablement de races Gidran et Shagya. En 1936, une délégation du haras de Tersk visite le fameux Crabbet Arabian Stud du Royaume-Uni, dans le but d'acquérir des Pur-sang arabes : malgré les réticences de Lady Wentworth, la délégation repart avec 6 étalons et 19 juments, dont Naseem, le meilleur fils du très réputé Skowronek. Cet achat contribue fortement à établir la réputation du haras Tersk. En 1944, durant la Seconde Guerre mondiale, la menace d'une capture du haras de Tersk par les nazis motive le transfert des meilleurs sujets de la race vers le Kazakhstan ; la guerre terminée, la sélection du Tersk est confiée au haras de Stavropol,.

### Parade de la Victoire à Moscou

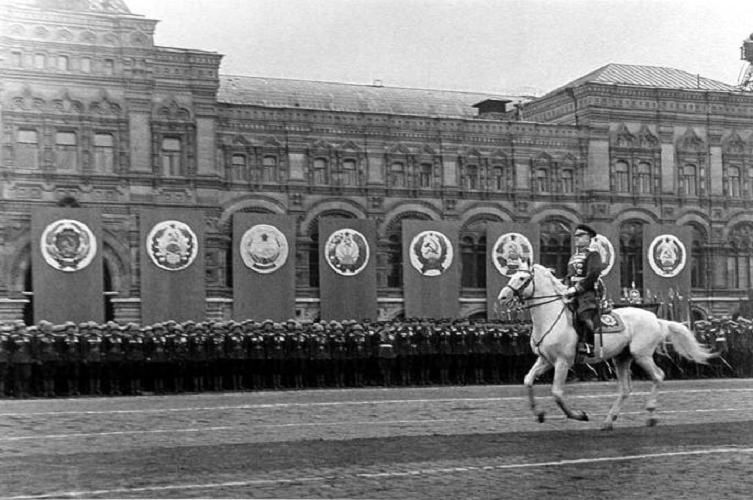
Le maréchal Gueorgui Joukov à la parade de la Victoire de Moscou le 24 juin 1945, sur Кумир (Koumir), cheval Tersk.

Un projet existait pour que Joseph Staline défile lors de la parade de la Victoire à Moscou, le 24 juin 1945, en ouvrant le défilé sur un cheval blanc de race Tersk, du nom de « Koumir » (en Modèle:Langue-ru, idole). Le mauvais déroulement des séances d'entraînement fait renoncer à ce projet, aussi c'est Gueorgui Joukov qui monte finalement ce cheval gris clair, d'apparence blanche,. Koumir proviendrait d'un régiment monté du KGB, et aurait été expertisé par Igor Bobilev.
Selon les Mémoires de Joukov (ru), il fut convoqué par Staline le 18 ou le 19 juin ; ce dernier lui annonça qu'il l'avait choisi pour passer en revue la grande parade militaire : « Je suis trop vieux pour passer des troupes en revue. Faites-le, vous êtes plus jeune. » Toujours selon les Mémoires de Joukov, dans un des passages censurés sous Brejnev, le fils de Staline, Vassili, aurait avoué à voix basse à Joukov que son père, pas très bon cavalier, venait de tomber de cheval lors d'un entraînement avec le cheval blanc prévu pour le défilé. Selon Rokossovski, tous les maréchaux ont proposé le rôle à Staline, qui aurait répondu « Celui qui va recevoir la parade doit entrer sur la place Rouge à cheval. Et moi, je suis trop vieux pour le faire. [...] C'est notre tradition d'entrer à cheval sur la place Rouge. C'est une tradition. Nous avons deux maréchaux cavaliers : Joukov et Rokossovski. Laissons à l'un de commander la parade et à l'autre de la recevoir. » Les jours précédant la parade, Joukov s'inquiète de son embonpoint, il s'entraîne avec Koumir, l'étalon blanc sélectionné sur ordre de Boudienny, et répète son discours plusieurs fois devant sa femme et ses filles.

### Reconnaissance
Le haras de Stavropol fait aboutir le processus de sélection, la race est officiellement reconnue sous le nom de Те́рская (« Terskaïa ») en 1948,,. Cette même année, le haras de Stavropol compte 250 juments Tersk, et par ailleurs 13 haras russes pratiquent l'élevage de cette race. Le Tersk reçoit le prix Staline en 1949. Ce prix est plus précisément décerné à huit éleveurs et spécialistes ayant participé à la sélection de la race. Par un décret du Præsidium du Soviet suprême, le 14 juin 1949, les haras de Tersk et de Stavropol reçoivent l'ordre du Drapeau rouge du Travail.
La réputation du Tersk est alors excellente. Plus récemment, la race a été croisée avec le Trakehner. Désormais, le Tersk est produit au haras de Stavropol,, le haras de Tersk s'étant spécialisé dans le Pur-sang arabe. Dans les années 1980, le noyau d'élevage n'est que de 250 juments. En 1990, l'effectif de chevaux Tersk en URSS est de 1 198 individus.

## Description

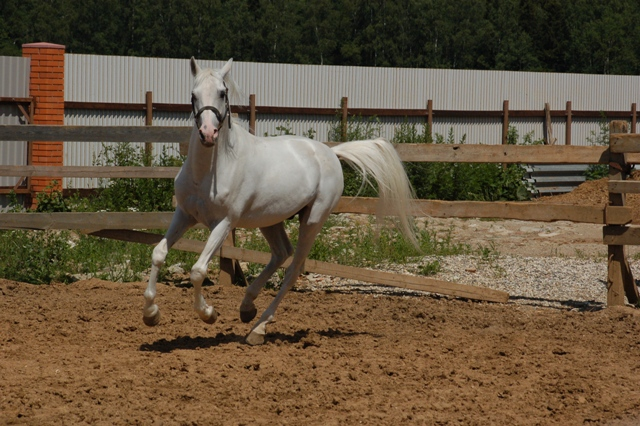
L'étalon Tersk Basilick, en 2007.

### Tailles
Il existe différentes informations sur les tailles. Elwyn Hartley Edwards (2016) indique une taille moyenne de 1,52 m, tandis que la seconde édition de l'encyclopédie de l'université de l'Oklahoma indique une fourchette de 1,50 m à 1,55 m. Jean-Louis Gouraud estime la moyenne (2009) à 1,55 m. La base de données DAD-IS indique une moyenne de 1,57 m chez les juments et 1,60 m chez les mâles. Ces chiffres sont proches de ceux cités par l'auteur russe А. А. Спектор (Spector) en 2017, soit 1,58 m à 1,62 m.
CAB International (2016) cite 1,50 m à 1,60 m. Le guide Delachaux donne une fourchette plus réduite, de 1,43 m à 1,50 m, de même qu'Emmanuelle Hubrecht (2005), avec 1,50 m de moyenne. L'auteure tchèque Helena Kholová (1997) indique au contraire une taille toujours supérieure à 1,50 m.

### Morphologie
En raison de la présence d'origines Strelets chez tous les chevaux Tersk, le phénotype de la race est relativement uniforme. Le modèle est léger, de type méso-dolichomorphe, avec une constitution sèche, et une musculature homogène,. Le Tersk ressemble très nettement à l'Arabe en apparence, mais est plus fort et plus allongé de modèle,. Au cours de la sélection de la race, trois types ont émergé : le régional (ou basique / moyen), l'oriental (ou léger) et le lourd,,,. Une lignée des chevaux Tersk porte par ailleurs toujours le nom de « Strelets ». Environ 40 % des juments présentent un type régional, ou basique. Ce type est le plus répandu, comprenant la majorité des étalons de la race, Цилиндр (Tsilindr) et Ценителя, ainsi que Циана et Цинителя II.
La tête, légère et de taille moyenne, présente un type oriental prononcé. Elle est généralement de profil rectiligne, dotée de grands yeux, expressifs, d'un front et de joues larges. Le profil de tête rectiligne et les oreilles plus longues différencient le Tersk de l'Arabe ; cependant, le profil de tête concave est possible. Les oreilles sont bien attachées, de longueur moyenne, pointues et très mobiles. La nuque est longue, et l'encolure de moyenne longueur à longue, courbée et bien greffée, ; portée haut. Le garrot est saillant, de taille et de longueur moyennes. Le poitrail est large,, volumineux et profond,. Les épaules sont moyennement longues, et inclinées,. Le dos est plat, large, droit et long selon certains auteurs (dont Kholová),,, d'autres le décrivant comme court (notamment Edwards),. Une petite dépression du dos s'observe au niveau du garrot,. Les côtes sont longues et arrondies,, les reins sont courts, bien musclés, plats et puissants,. La croupe est courte ou moyennement longue, large, arrondie et musclée. Le sacrum est doté d'os solides mais fins. La queue est attachée haut,. Les membres sont fins, secs mais robustes, avec un os canon de très bonne qualité, et parfois des jarrets en faucille, mais solides et secs. Les tendons en sont bien visibles. Les métacarpes (canons) sont de longueur moyenne. Les fanons sont très peu fournis. Les pieds sont ronds, et solides.
Le pelage est souvent ras, les crins peu fournis, fins et soyeux, et plutôt courts.
Sont considérés comme des défauts morphologiques typiques chez le Tersk un dos mou, un garrot peu sorti, et des jarrets clos.

#### Type léger ou oriental
Le type oriental incarne les caractéristiques des ancêtres de la race Tersk, les étalons Arabes Обейян Серебряный et Бегри Багрейн.
Les chevaux Tersk de type léger présentent un modèle Arabe plus accusé, et une sécheresse extrême de la constitution. Ils sont moins massifs, osseux et larges que les chevaux du type principal. Le front est souvent convexe, et le profil est généralement d'un concave prononcé ; l'encolure est longue et légère. Les autres caractéristiques ne diffèrent pas du type principal.
L'ancêtre de la lignée de type oriental est l'étalon Цильван (Tsilvan), issu de Цилиндр (Tsilindr) et de Вакханка (Vakhanka), né en 1932. Цитен (Tsenitel), issu de Цилиндр (Tsilindr) et de Цукки (Zucchi), né en 1935, est un autre reproducteur important.
Ces chevaux sont plus exigeants en matière de gestion que les deux autres types. Le nombre de juments de type oriental est à peu près le même que celui des juments de type principal, soit 40 %.

#### Type lourd
Les chevaux Tersk du type lourd se différencient nettement du reste de la race. Ils sont plus massifs, forts, larges dans tous leurs membres, osseux et musclés. La tête est souvent plus grossière, l'encolure est plus épaisse et plus courte, le garrot est légèrement plus bas, les os sont forts. C'est le seul type de chevaux Tersk dont la constitution peut être quelque peu grossière. Dans ce cas, les jambes doivent être sèches, bien ajustées et plus osseuses que chez les chevaux du type principal et du type léger.
Le type lourd est destiné à la production de chevaux de grande taille et de fort volume. L'ancêtre de la lignée est l'étalon Ценный II (Précieux II), de race Strelets, issu de Цилиндр (Tsilindr) et de Цитра, né en 1934.
Цилиндр II (issu de Цилиндр et Великая Радость) est un reproducteur important du type lourd, né en 1932. Un autre ancêtre de la lignée, l'étalon Arabe Марош (Marosh), issu de Фетиш et Драва, né en 1931, peut être considéré comme un type oriental d'après ses caractéristiques extérieures et, en partie, comme un type lourd, par ses mesures exceptionnelles. Beaucoup de ses descendants présentent un type « intermédiaire ».
Le type lourd est le plus rare chez la race, moins de 20 % des juments en font partie.

### Robe
La robe typique du Tersk est un gris très clair, avec un lustre argenté,, et des pommelures. Certaines sources indiquent qu'il s'agirait de l'unique robe autorisée chez le Tersk. Cependant, d'après la FAO notamment, les robes bai et alezan sont possibles,, également avec un reflet lustré,. Ce fait découle de l'utilisation de deux étalons arabes bai en croisement, Пломбира et Парадокса. Environ un quart des chevaux Tersk sont bais ou alezans.

### Tempérament, entretien et allures
Les mouvements des chevaux Tersk sont réputés pour leur élégance, en particulier au pas et au trot, légers et élégants. Ces chevaux sont par ailleurs reconnus pour leur intelligence, leur énergie, et leur tempérament calme qui les rend faciles à entraîner,. Rustiques, ils se sont adaptés au rude climat continental du Caucase du Nord. En 1969, un record de vitesse sur 3 200 mètres est enregistré pour la race, en 3 min 38 s.

### Sélection
Les chevaux Tersk étaient jadis testés sur une distance de 192 miles, et évalués sur leur aptitude à finir cette épreuve dans une bonne condition physique.
Dans le registre national des produits d'élevage russes dont l'utilisation a été approuvée, la race de chevaux Tersk est répertoriée sous le numéro 9 353 166 (initiateurs (ru) numéros 227 et 1 195).
Parmi les lignées, en 2009, la plus représentée est celle de Ценителя II, suivi par Циана, puis par Марош (Maros). Les lignées remontant à des fondateurs Trakehner ou d'autres races représentent environ un tiers de la population de Tersk. Le type lourd est devenu rare ; les préconisations d'élevage portent sur le re-développement de cette lignée par croisement, pour viser le marché du cheval de sport.
Une analyse génétique comparée entre le Trotteur d'Orlov et le Tersk, présentée en 2025, conclut que ces deux races sont bien distinctes génétiquement.

## Utilisations

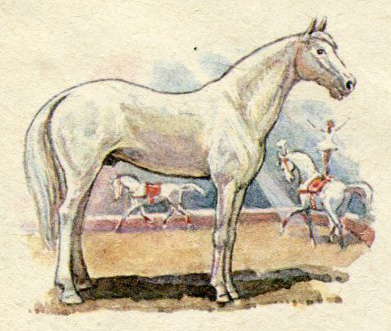
Dessin d'un Tersk en spectacle de cirque sur une enveloppe timbrée artistique russe, 1977.

Le Tersk est désormais surtout valorisé pour son potentiel d'attraction touristique. Il est aussi un cheval de spectacle de cirque apprécié,, représentant l'une des races favorites pour cette activité. Le Tersk a fourni la cavalerie du cirque de Moscou. La race est présente dans différents sports équestres, notamment en dressage, grâce à sa prédisposition issue de son mouvement et de ses allures bien définies.
Le Tersk dispose d'une aptitude au saut d'obstacles et au concours complet d'équitation,,. Il sert parfois de cheval de course, affrontant avec succès des chevaux Arabes.
Il est aussi apte à la randonnée équestre grâce à sa robustesse, et à l'endurance, étant particulièrement réputé pour ses qualités d'endurance. La célèbre jument d'endurance Czyppa, née en 1975, a concouru sur 12 224 km de course durant sa vie. Le Tersk est entré en croisement avec les races Lokaï et Deliboz,.

## Diffusion de l'élevage
L'étude menée par l'université d'Uppsala, publiée en août 2010 pour la FAO, signale le Tersk comme race de chevaux internationale transfrontière. Elle est surtout présente dans le kraï de Stavropol, plus précisément dans le district d'Alexandrovsky (en). Une petite population existe dans une ferme collective de Voskhod (en), dans le district de Kochubeyevsky (en), et dans le secteur privé. Le Tersk a été historiquement beaucoup exporté, grâce à ses qualités. Jean-Louis Gouraud témoigne avoir assisté à la vente d'une cinquantaine de jeunes chevaux Tersk au haras de Stavropol le 28 juin 1985, pour environ 2 000 dollars chacun : 25 sujets ont été acquis par un Italien, Michele Lettore, qui achète des Tersk depuis au moins 15 ans. Au début du XXIe siècle, la race suscite un certain intérêt dans le monde occidental.
En 2003, l'effectif recensé est de 710 individus dans toute la Russie. En 2007, Bonnie Lou Hendricks (université d'Oklahoma) cite un effectif de seulement 250 juments de race pure, et classe le Tersk comme race rare. De même, une étude russe publiée en 2009 décrit la race comme une ressource génétique limitée, critiquement menacée de disparition en raison du faible nombre de juments restantes. DAD-IS (2018) classe le Tersk comme race de chevaux régionale russe en danger d'extinction, bénéficiant d'un programme de conservation sur place. L'ouvrage Equine Science (4e édition de 2012) classe le Tersk parmi les races de chevaux de selle peu connues au niveau international.
Le 5 novembre 2009, Jean-Louis Gouraud témoigne s'être rendu à l'élevage situé dans la ferme collective : le responsable des écuries s'y occupe d'une soixantaine de juments poulinières.

## Dans la culture
Une statue équestre en bronze représentant le maréchal Gueorgui Joukov sur le dos de Кумир a été érigée à l'entrée principale de la place Rouge.